# Burg (Spreewald)
Pour les articles homonymes, voir Burg.
Burg (Spreewald), en bas-sorabe Bórkowy (Błota), est une commune allemande de l’arrondissement de Spree-Neisse dans le land de Brandebourg, située à environ 15 km au nord-ouest de Cottbus, dans le Spreewald.

## Personnalités liées à la commune
- Mina Witkojc (1893-1975), poétesse et journaliste née à Burg.
- Günter Gollasch (1923-2011), chef d'orchestre né à Burg.